# Thaumatomyia appropinqua
Thaumatomyia appropinqua är en tvåvingeart som först beskrevs av Adams 1903.  Thaumatomyia appropinqua ingår i släktet Thaumatomyia och familjen fritflugor. Inga underarter finns listade i Catalogue of Life.